# Rita Süssmuth
Rita Süssmuth, née Kickuth le 17 février 1937 à Wuppertal, est une femme d'État allemande membre de l'Union chrétienne-démocrate d'Allemagne (CDU).
Après avoir été ministre fédérale de la Jeunesse, de la Famille et de la Santé dans le gouvernement d'Helmut Kohl entre 1985 et 1988, elle est présidente du Bundestag jusqu'en 1998. 
En 1990, elle tente de s'imposer comme la dauphine d'Ernst Albrecht à la tête du gouvernement régional de Basse-Saxe. La défaite de ce dernier aux élections la force à renoncer.

## Biographie

### Formation
Elle passe son Abitur en 1956 à Rheine et entreprend ensuite des études supérieures de philologie romane et d'histoire, qu'elle accomplit dans plusieurs universités à Münster, Tübingen et enfin Paris. En 1961, elle obtient son premier diplôme pédagogique d'État et complète alors son cursus par des sciences de l'éducation, de la sociologie et de la psychologie. Trois ans plus tard, elle décroche un doctorat de philosophie.
Rita Süssmuth est membre d'honneur du Club de Budapest.

### Carrière
Assistante de recherche à l'école supérieure de pédagogie de la Ruhr à partir de 1963, elle y devient enseignante trois ans plus tard, puis est embauchée en 1969 par l'université de la Ruhr à Bochum pour y dispenser des cours de sciences de l'éducation internationales comparées. L'année suivante elle retourne à l'école supérieure de pédagogie, tout en restant à son poste universitaire, comme professeure de sciences de l'éducation. Elle a par ailleurs dirigé l'Institut « Les femmes et la société » à Hanovre de 1982 à 1985.
Après son retrait du pouvoir en 1998, elle fait notamment partie d'une commission indépendante chargée de réfléchir à propos d'une nouvelle loi fédérale sur l'immigration, mise en place par Otto Schily en septembre 2000 et dont les travaux se sont achevés juillet 2001. Elle occupe ensuite, de 2005 à 2010, la présidence de l'institut de technologie privé berlinois OTA Hochschule.

### Personnel
Rita Süssmuth, mariée au professeur des universités Hans Süssmuth, est mère d'un enfant et de confession catholique.

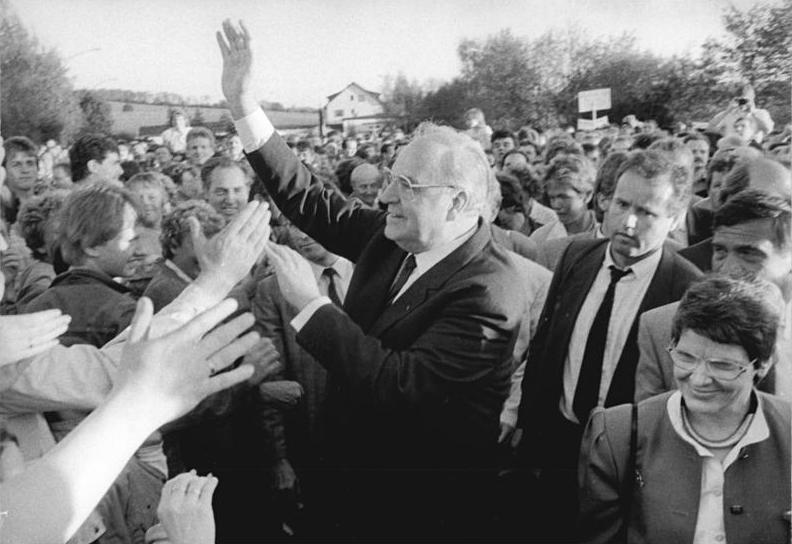
Rita Süssmuth (au premier plan) accompagnant Helmut Kohl à un meeting de la CDU en 1990.

## Vie politique

### Comme membre de la CDU
Elle adhère à l'Union chrétienne-démocrate d'Allemagne (CDU) en 1981, et y préside la commission fédérale de la politique familiale à partir de 1983.
Trois ans plus tard, elle est élue présidente fédérale de la Frauen Union (FU), mouvement des femmes du parti, et intègre la présidence fédérale en 1987. Elle la quitte en 1998, et renonce à la présidence de la FU en 2001.

### Au niveau institutionnel

#### Ministre fédérale de la Famille et de la Santé
Elle est nommée ministre fédérale de la Jeunesse, de la Famille et de la Santé le 26 novembre 1985 dans la coalition noire-jaune d'Helmut Kohl.
Quasi inconnue au moment de sa nomination, elle se forge à ce poste une réputation de libérale par ses positions sur la lutte contre le SIDA, dans la mesure où elle prône une politique fondée sur l'information et non sur l'exclusion, et son refus de voir modifiée la loi fédérale sur l'interruption volontaire de grossesse. Aux élections de 1987, elle est élue députée fédérale de Basse-Saxe, puis reconduite à son poste peu après en voyant ses compétences élargies aux problématiques concernant les femmes.

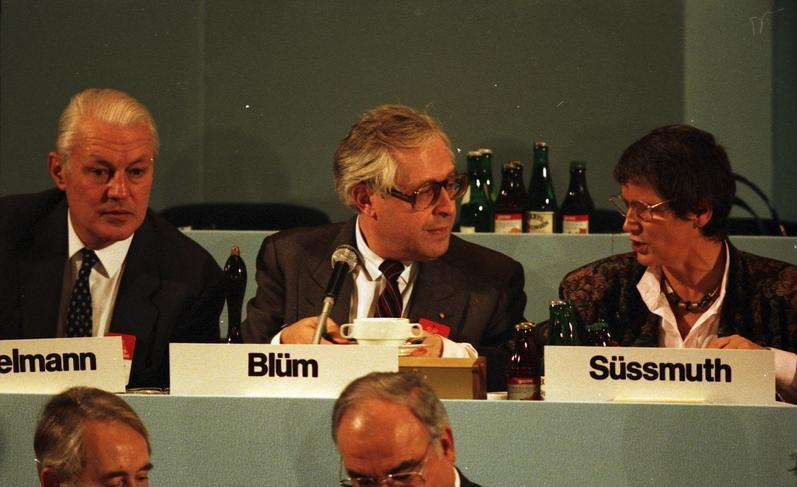
Rita Süssmuth (à droite) discutant avec Bernhard Vogel (centre) et Gerhard Stoltenberg au congrès de la CDU en 1987.

#### Présidente duBundestag
Le 25 novembre 1988, Rita Süssmuth est élue dixième présidente du Bundestag à la suite de la démission de Philipp Jenninger, mis en cause après un discours maladroit sur la commémoration de la Nuit de Cristal. Deux ans plus tard, elle annonce, lors de la campagne des élections régionales de Basse-Saxe, qu'elle compte succéder à Ernst Albrecht au poste de ministre-président en cours de mandat, ce qui lui attire les critiques des sociaux-démocrates dans la mesure où le président du Bundestag est traditionnellement tenu à un devoir de réserve dans le champ politique. La défaite de la coalition noire-jaune met un terme à cette ambition.
Elle se retrouve peu après, en 1991, au cœur d'un mini-scandale concernant son époux, qui fait usage d'une des trois voitures de fonction de son épouse et se fait rembourser les kilomètres parcourus pour se rendre à son travail. La commission de contrôle des comptes n'y trouve finalement rien à redire. En 1995, elle émet des critiques sur les mesures d'austérité décidées par le gouvernement fédéral et qui conduisent notamment à augmenter l'âge de la retraite pour les femmes et réduire les prestations sociales. Accusée en 1996 d'avoir utilisé les avions de la Bundeswehr pour se rendre en voyage privé en Suisse, elle est de nouveau lavée de tout soupçon par le Bundestag.

#### Retraite
Elle est réélue une dernière fois députée fédérale lors des élections législatives fédérales de 1998, mais la défaite de la coalition noire-jaune l'oblige à céder sa place au député fédéral de Berlin Wolfgang Thierse le 27 octobre. Elle se retire quatre ans plus tard de la vie politique.

## Distinctions
- Grand-croix de l'ordre de l'Infant Dom Henri